# مهدي قصارة
مهدي قصارة (بالإنجليزية: Mahdi Kassara)‏ أو «سي مهدي» مسيحي مغربي من أوائل المسيحيين المغاربة في القرن العشرين (مواليد مدينة صفرو 1907) والده الإمام الفقيه محمد قصارة والذي كان إمام المسجد وخطيب الجمعة في مدينة صفرو، جده كان يسمى القاضي قصارة معروفا في مدينة فاس بسبب تعيين السلطان الحسن الأول له. والدته لالا زبيدة بنت صالح من الشرفاء كما يسمونهم. كان سي مهدي هو الابن البكر.

## فترة شبابه
دخل الكتاب ليدرس القرآن على يد والده وهو ابن سبع سنوات، ثم بعد ذلك دخل المدارس الفرنسية مما مكنه من الحصول على ثقافة مزدوجة.
عندما كان سي مهدي في مرحلة الطفولة تعرف على المبشرة الأمريكية المعمدانية مود كيري التي كانت تقطن في مدينة صفرو منذ سنة 1901 وقضت حوالي 54 سنة في المغرب. كان سي مهدي رفقة أطفال آخرين يرمون بابها بالطوب والحجارة على أساس أنها نصرانية تريد خطف أبناء المسلمين. لكن ما لبث أن عرفها عن قرب أكثر بسبب فضوله الدائم إلى أن تمكن من الدخول إلي بيتها رفقة آخرين والمشاركة في الترانيم والحلقات الدراسية التي كانت تعقدها مود كيري في بيتها لبعض سكان المدينة، واستمر في المجيء والتعلم دون أن يبدي أي رغبة في ترك دينه أو اعتناق المسيحية، فقط كان فضوليا ويحب أن يتعرف على ما تفعله هذه المبشرة. استمر هكذا إلى فترة شبابه في هذه الأثناء كان يساعد والده محمد في تحرير الخطب خصوصا وأن نظر والده قد بدأ يضعف في أواخر عمره، وكان يدخل معه في بعض النقاشات الجانبية حول القرآن والحديث ويحاول أن يشرح له أن القرآن يناقض الكتاب المقدس في أمور كثيرة، فلاحظ الوالد تأثره بالمبشرة الأمريكية فغضب عليه واحتدت النقاشات إلى أن طرده والده من البيت وهو في سن 18 من العمر.

## اعتناقه المسيحية
بعد مدة قصيرة اعتنق سي مهدي المسيحية وتعمد على يد المبشرين الذين كانوا يساعدون مود كيري، انتشرت الأخبار في مدينة صفرو لينتفض بعض السكان ضده محرضين والده على أن يأخذه للمحكمة، لكن الوالد فضل أن يدافع عن ابنه بسبب حبه له. وتم رفع دعوى عليه لكنه لم يقدم للمحاكمة حينها.

## زواجه وحياته العائلية
في أكتوبر سنة 1931 حين كان سي مهدي في سن الرابعة والعشرين من العمر تزوج بولين كيلر ابنة المبشرين الأمريكيين فريدريك وهيلن كيلر اللذين كانا قد استقرا في المغرب سنة 1920 للتبشير بالمسيحية بين المغاربة وبين الجنود الألمان المتواجدين هناك. رزق بأربعة أولاد من بولين: إليزابت، بول، دوروثي، إدوارد، توفي بول وهو لازال طفلا نتيجة الأوبئة التي كانت منتشرة في ذلك الوقت في المغرب. استقر سي مهدي في مدينة طنجة حيث كان يخدم مبشرا بين المرضى في مستشفى الإرسالية البريطانية في مدينة طنجة لمدة 8 سنوات لغاية سنة 1940.
خوفا من عواقب الحرب العالمية الثانية وبالضبط سنة 1940 قرر سي مهدي وزوجته الأمريكية أن يهاجرا إلى الولايات المتحدة الأمريكية واستقرا بولاية بنسلفانيا. في الولايات المتحدة الأمريكية رزق بطفلين آخرين موريس وروث، لكن موريس توفي أيضا في مرحة مبكرة جدا نتيجة المرض. طيلة المدة التي قضاها سي مهدي في المغرب كان دائما يتحدث عن رغبته في العودة للمغرب لخدمة أبناء جلدته. سنة 1945 حصل الجنسية الأمريكية. بعد انتهاء الحرب العالمية الثانية عاد سي مهدي وعائلته إلى المغرب سنة 1947 هذه المرة ليستقر في مدينة تمارة. ثم بعدها مرة أخرى إلى مدينة صفرو حيث تستقر العائلة الكبيرة ل «سي مهدي». في هذه الفترة عكف سي مهدي على ترجمة أجزاء من الكتاب المقدس إلى الدارجة المغربية بتعاون مع مؤسسة ويكليف للترجمة.
كان سي مهدي سببا في اعتناق أخوه للمسيحية: أحمد قصارة. وكان يشجع المسيحيين المغاربة عبر تسجيلاته الصوتية التي يبعتها لهم ليستمعوا لها في بيوتهم واجتماعاتهم.
يقول عنه ابنه إدوارد في مذكراته«رغم أن والدي رفض الإسلام في شبابه فإنه حمل معه نحو إيمانه الجديد روح التدين والحيوية والحماس والشغف التي كانت لجدي، لقد قام بتحويل تلك الميزات إلى المسيحية التي اعتنقها.»
سنة 1952 انتقل سي مهدي وعائلته مرة أخرى للولايات المتحدة لكي تكون زوجته مع والدتها بعد وفاة والدها ولتعتني بها فترة من الزمن. لم يستطع سي مهدي البقاء في أمريكا ولم يحتمل ذلك لكن زوجته أصرت على البقاء في أمريكا من أجل مستقبل أفضل لأبنائها ورفضت الرجوع للمغرب، فاضطر سي مهدي للرجوع إلى المغرب وحيدا، وبعد سنوات حصل على الطلاق.
توفيت زوجته الأولى بولين كيلر في يونيو 2001 بعد صراع مع المرض، عن عمر يناهز 91 سنة.سنة 1964 تزوج سي مهدي مرة ثانية، واستقر في مدينة طنجة نهائيا حتى وفاته.

## اعتقاله
في غشت 1995 تم الهجوم على بيت سي مهدي في مدينة طنجة من طرف الشرطة المغربية ليتم اعتقاله رفقة ثلاث شبان آخرين: فؤاد جعفر، محسن إبراهيم بلحاج، وسمير بن علي، أثناء اجتماعهم للصلاة ودراسة الكتاب المقدس، تم إبقاء سي مهدي في السجن لمدة 12 يوم رغم كبره في السن (88 سنة) آنذاك، ورغم حالته الصحية الحرجة، تم إطلاق سراحه يوم 17 غشت 1995 بعد تدخلات من السفارة الأمريكية بسبب أنه حاصل على الجنسية الأمريكية.

## وفاته
توفي يوم 30 ماي 2006 عن عمر 99 سنة وتم دفنه في مدينة سبتة الإسبانية لأنه كان يتمنى أن يموت ويدفن في مقبرة مسيحية بتقاليد مسيحية لا في مقبرة إسلامية بتقاليد إسلامية.

## مواقع خارجية
- كتاب ابن سي مهدي: إدوارد قصارة: قصة حياتي
- موقع المسيحية اليوم يتحدث عن أطلاق سراح سي مهدي من السجن
- فيديو نادر لسي مهدي في أواخر أيام حياته يصلي من أجل شاب مغربي زاره في بيته.